# 아쿠아마린

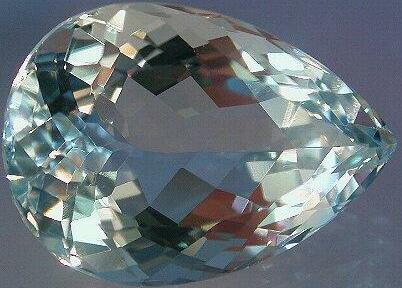
아쿠아마린

아쿠아마린(영어: Aquamarine ← 라틴어 ăqua '물' + 라틴어 marina '바다의'에서 유래함)은 남청색을 띠는 보석으로, 녹주석의 일종이다. 이름은 라틴어에서 나왔는데, 그 뜻은 '바닷물'이다.

## 보석으로서의 아쿠아마린
화학조성은 녹주석의 주성분인 알루미늄 규산염과 색 성분인 베릴륨으로 구성되어 있다. 결정계는 육방정계이고 모스 굳기계는 7.5이다. 녹색의 에메랄드를 열처리하여 아쿠아마린의 색으로 바꿀 수 있다.
아쿠아마린은 이름처럼 바다같은 푸른  색을 한 보석이지만, 바다에 넣으면 곧바로 녹아버린다는 이야기가 전해져 과거 유럽의 선원들은 아쿠아마린을 바다의 힘이 깃든 부적으로 소중하게 간직하였다. 3월의 탄생석이다. 브라질 산타마리아 광산에서 채굴되는 아쿠아마린이 최고의 품질로 알려져 있지만, 현재는 거의 고갈되었다. 그러나 최근에는 다른 광산에서도 이와 비슷한 품질의 아쿠아마린이 채굴되고 있어서 브라질 산타마리아 광산에서 채굴된 아쿠아마린을 “산타마리아”라고 부른다. 다른 산지로 스리랑카, 마다가스카르, 러시아, 파키스탄, 아프가니스탄, 인도 등지가 있다. 대한민국에서는 충청남도 청양군에서 산출된다.

## 같이 보기
- 광물 목록